# FIBO Group
FIBO Group (FIBO Group Ltd.), es un conglomerado financiero que trabaja en el corretaje o manejo de acciones de valores, divisas, metales preciosos,  servicios de gestión discrecional de carteras y CFD- Contrato por diferencia en inglés;Contract for difference, en todo el mundo, cooperando activamente con grandes corporaciones bancarias internacionales con transacciones de divisas a cuentas interbancarias. Actualmente, cuenta con sedes registradas en las jurisdicciones de: Chipre, Alemania, Austria, Rusia, Ucrania, Islas Vírgenes Británicas, Kazajistán, China, Indonesia, y Singapur.

## Historia
El grupo, surge en la ciudad de Limasol en la isla de Chipre en el año 1998 como una compañía de intermediación financiera de nombre Intermarché On-Line caracterizada por ser una de las primeras compañías en participar del mercado marginal de divisas o Forex en internet, dentro de lo que se conoce como el Sistema Automatizado de Comercio de Divisas, en inglés; Automated trading system, posteriormente en 2003 la compañía pasaría a llamarse Cradlewood Ltd.
En 2004 Cradlewood Ltd, se une a FIBO conformando a "FIBO Group, Ltd". En 2005, la entidad presta servicios para internet permitiendo el acceso al mercado de divisas,  valores y CFD, brindando información, consultoría y asesoría en inversión.
En 2006, se abre la primera oficina en Shanghái, China. Luego, en 2007 comienza el proceso de certificación CySEC, otorgada por la Cyprus Securities and Exchange Commission que es finalmente obtenida en 2010, la cual ha causado polémica debido a su jurisdicción y su reglamentación.
En 2011, inicia con el manejo de valores de cartera. Luego, en 2013, obtiene la licencia de servicios financieros en Australia (AFS) Australian Financial Services  y la certificación para  (FSC BVI) para Islas Vírgenes Británicas, y posteriormente en 2014 adiciona el sistema de depósito automático de pago.
En 2017, el Grupo FIBO Ltd.  ingresa dentro del todavía nuevo mercado de la  moneda digital descentralizada dentro del protocolo de “red P2P”.
 y comienza a  trabajar con plataformas de trading actualizadas. Más tarde, ese mismo año se anexan otras cinco opciones más de  Criptomoneda, también se adicionan otras nuevas opciones de transferencia bancaria para el sistema de pago electrónico  y tarjetas de crédito

### Cronología
- 1998, nacé Intermarché On-Line
- 2003, se cambia el nombre a Cradlewood Ltd.
- 2004, surge FIBO Group Hosting Ltd, que luego se conocería simplemente como FIBO Group Ltd
- 2005, se añade el comercio de CFD
- 2006, se abre una oficina en Shanghái, China
- 2007, inicia proceso de licenciamiento CySEC
- 2010, obtiene la licencia CySEC
- 2011, inicia el manejo de valores de cartera
- 2013, la compañía obtiene la licencia de servicios financieros en Australia.(AFS) y la certificación para Islas Vírgenes Británicas (FSC BVI)
- 2014, abre la oficina en Singapur, y lanza la primera publicidad en China.
- 2015, es suspendida la licencia de servicios en Australia.
- 2016, se inaugura la oficina Almaty, Kazajistán.
- 2017, se agregan cinco opciones más  de criptomoneda